# Georges Flamant
Georges Flamant (3 de septiembre de 1903 - 23 de julio de 1990) fue un actor cinematográfico de nacionalidad francesa.
Nacido en Túnez, estuvo casado con la actriz Viviane Romance. Falleció en París, Francia.

## Filmografía
| - 1931 : La Chienne, de Jean Renoir - 1932 : À moi le jour, à toi la nuit, de Ludwig Berger et Claude Heymann - 1932 : Une heure, cortometraje de Léo Mittler - 1932 : La vitrine, cortometraje de Léo Mittler - 1932 : Imitons-les, cortometraje - 1933 : La Voix sans visage, de Léo Mittler - 1935 : Le rapide 713, cortometraje de Georges Freeland - 1936 : La Terre qui meurt, de Jean Vallée - 1936 : La Reine des resquilleuses, de Marco de Gastyne - 1936 : La Peur, de Victor Tourjansky - 1937 : Les Rois du sport, de Pierre Colombier - 1937 : Le Puritain, de Jeff Musso - 1938 : L'Étrange Monsieur Victor, de Jean Grémillon - 1938 : Gibraltar, de Fedor Ozep - 1938 : Prisons de femmes, de Roger Richebé | - 1939 : Terra di fuoco, de Giorgio Ferroni y Marcel L'Herbier - 1939 : La Tradition de minuit, de Roger Richebé - 1939 : Angelica, de Jean Choux - 1941 : Vénus aveugle, de Abel Gance - 1942 : Le Grand Combat, de Bernard-Roland y Henri Decoin - 1942 : Cartacalha, reine des gitans, de Léon Mathot - 1942 : Feu sacré, de Maurice Cloche - 1943 : Une Femme dans la nuit, de Edmond T. Gréville - 1948 : Undici uomini e un pallone, de Giorgio Simonelli - 1953 : Opération Magali, de László V. Kish - 1957 : Trois Jours à vivre, de Gilles Grangier - 1957 : Méfiez-vous fillettes, de Yves Allégret - 1959 : Los 400 golpes, de François Truffaut |